# Severo Ochoa
Severo Ochoa de Albornoz (24 tháng 9 năm 1905 – 1 tháng 11 năm 1993) là nhà hóa sinh người Tây Ban Nha-Mỹ, đã đoạt Giải Nobel Sinh lý và Y khoa năm 1959.

## Tiểu sử
Severo Ochoa sinh tại Luarca, Asturias, Tây Ban Nha. Cha ông là Severo Manuel Ochoa, một luật sư và nhà kinh doanh, mẹ ông là Carmen de Albornoz. Cha ông qua đời khi ông lên 7 tuổi, sau đó mẹ con ông chuyển về cư ngụ ở Málaga, nơi ông học hết bậc trung học. Sự quan tâm tới sinh học của ông được khuyến khích bởi các ấn phẩm của Santiago Ramón y Cajal, một nhà thần kinh học người Tây Ban Nha đoạt giải Nobel. Năm 1923, ông theo học Trường Y học của Đại học Madrid, nơi ông hy vọng được làm việc với Cajal, nhưng Cajal đã nghỉ hưu. Ông học với linh mục Pedro Arrupe, và Juan Negrín là giáo viên của ông. Năm 1929, ông đậu bằng bác sĩ y khoa hạng danh dự. Năm 1931, Ochoa kết hôn với Carmen García Cobián, họ không có con.

## Sự nghiệp
Từ đó tới năm 1938, ông giữ nhiều chức vụ và làm việc với nhiều người ở nhiều nơi. Ví dụ, Otto Meyerhof đã bổ nhiệm ông làm phụ tá nghiên cứu ở Viện nghiên cứu Y học Max Planck (Max-Planck-Institut für medizinische Forschung) tại Heidelberg trên 1 năm. Từ năm 1938 tới năm 1941 ông là trợ lý phòng thí nghiệm và phụ tá nghiên cứu ở Đại học Oxford. Sau đó ông sang Hoa Kỳ và đảm nhiệm nhiều chức vụ ở nhiều trường đại học. Năm 1942 ông được bổ nhiệm phụ tá nghiên cứu Y học ở Trường Y học Đại học New York và sau đó trở thành giáo sư phụ tá môn hoá sinh (1945), giáo sư khoa Dược lý học (1946), giáo sư Hóa sinh (1954), và trưởng phân ban Hóa sinh.
Năm 1956, ông nhập quốc tịch Mỹ. Năm 1959, Ochoa được thưởng giải Nobel Sinh lý và Y khoa cho công trình tổng hợp hóa học ARN.
Ochoa tiếp tục nghiên cứu về tổng hợp protein và làm bản sao các virus ARN tới năm 1985, khi ông trở về Tây Ban Nha làm cố vấn cho chính sách khoa học và các nhà khoa học Tây Ban Nha. Ochoa được thưởng Huy chương Khoa học quốc gia (Mỹ) năm 1979. Một trung tâm nghiên cứu mới được hoạch định dự từ thập niên 1970, cuối cùng đã được xây dựng và đặt theo tên ông Ochoa. Tiểu hành tinh 117435 Severochoa cũng được đặt theo tên ông để vinh danh ông.
Severo Ochoa từ trần tại Madrid, Tây Ban Nha ngày 1.11.1993.